# Sano di Pietro
Ansano di Pietro di Mencio, meist nur Sano di Pietro genannt (* um 1406 in Siena; † 1481 ebenda), war ein italienischer Maler der frühen Renaissance und malte im Stil der Schule von Siena.

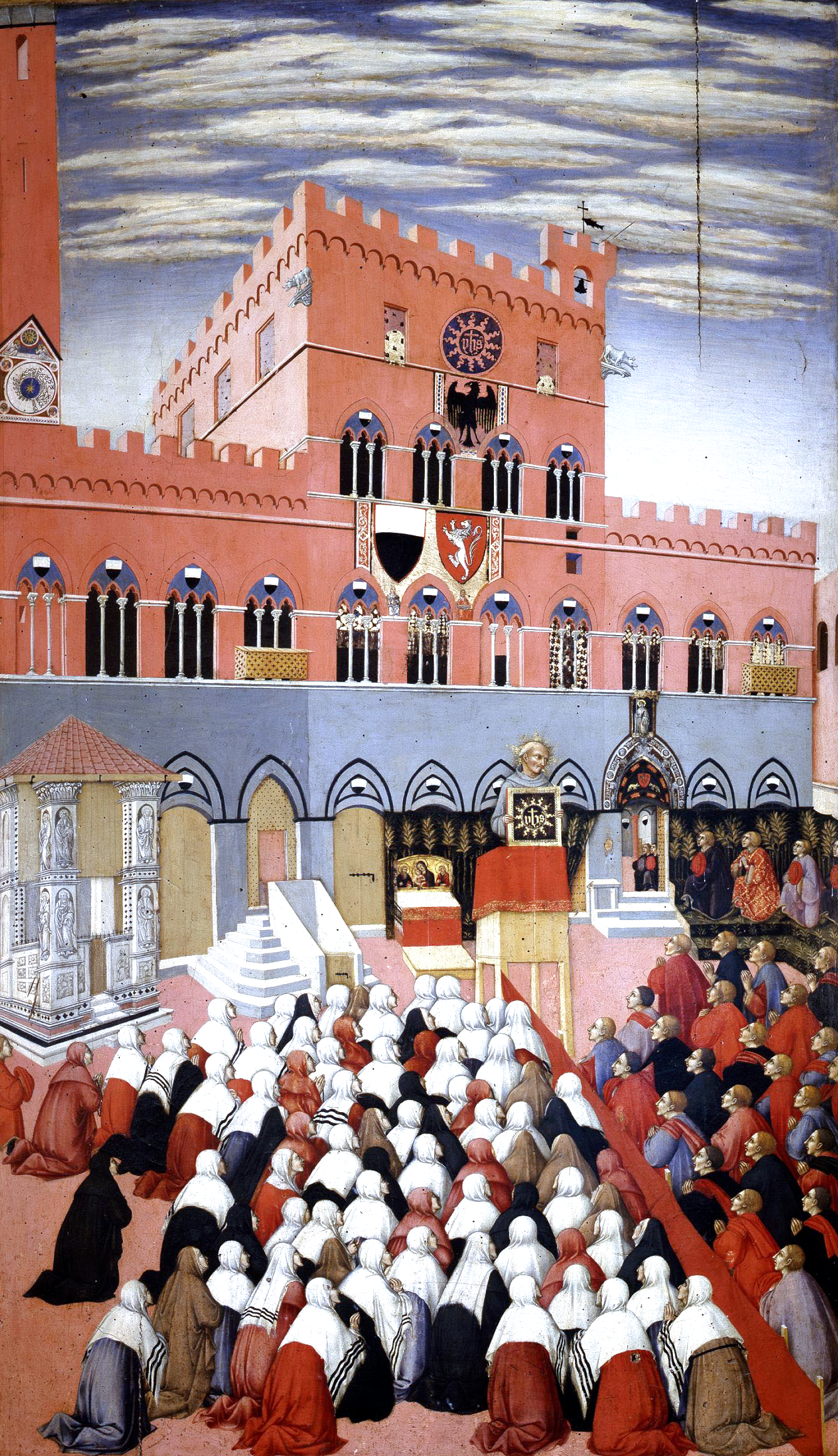
Predica di San Bernardino in Piazza del Campo (1445, Museo dell’Opera metropolitana del Duomo, Siena)

## Leben
Sano di Pietro wurde 1405 oder 1406 als Ansano di Pietro di Mencio in Siena geboren. Sein Handwerk erlernte er in der Werkstatt von Il Sassetta. Seit 1428 war er in der Malerzunft Breve dell’Arte in Siena eingeschrieben. 1431 wurde er zum Capitano der Contrada San Donato a Montanini gewählt, ein Jahr später heiratete er Donna Antonia. Das Amt des Capitano der Contrade San Donato a Montanini führte er zudem auch 1442 aus.
Zu seinen bekanntesten Werken gehört Bernardino predigt auf dem Marktplatz in Siena (Predica di San Bernardino in Piazza del Campo), heute im Museum des Dom von Siena zu sehen. Ihm werden zudem die Werke des Meister der Osservanza zugeordnet, wobei bis heute die Zuordnung bezweifelt wird. Ein Altarretabel von ihm befindet sich im Dom von Pienza. Das sich heute in der Basilika San Francesco befindliche Fresko Incoronazione della Madonna mitgezählt, gehört er zu den wenigen Künstlern, die in allen vier Basiliken Sienas Werke ausstellen.
Die Arbeit Sano di Pietros und seiner Werkstatt wird vor allem in seinen letzten Jahren als Künstler als betriebsmäßig,  fabrikmäßig und eintönig bezeichnet, zum Teil auch als monoton und geistlos. Nach dem Ableben von Domenico di Bartolo und Il Vecchietta scheint er nicht in der Lage gewesen zu sein, seine Malerei durch neue Elemente zu gestalten, stattdessen verschrieb er sich auf die Wiederholung der herkömmlichen Malformen in erhöhten quantitativen Umfang, was zu einer Verminderung der Qualität seiner Arbeiten führte.
Neben seiner Tätigkeit als Maler wirkte er in Siena zudem als Gutachter und Vermittler bei Konflikten zwischen Künstlern. 1467 vermittelte er zwischen Antonio di Giusa und Battista di Fruosino, 1475 zwischen Francesco di Giorgio und Neroccio di Bartholomeo di Benedetto de’ Landi sowie Francesco de Bartholomeo Alfei und Lodovico di Nicolo Martinozzi. Aus dem Jahr 1476 ist der Fall von Neroccio di Bartholomeo di Benedetto de’Landi gegen Bernardino Nini dokumentiert. Er arbeitete mit Künstlern wie Il Vecchietta (1439) und Giovanni di Paolo sowie mit Domenico di Bartolo zusammen, mit dem er 1445 ein Fresko (Marienerlösung) des Lippo Vanni im Sala della Biccherna im Palazzo Pubblico in Siena übermalte.
Das genaue Sterbedatum des Sano di Pietro ist unbekannt. Im Nekrolog der Basilica di San Domenico wird er am 1. November 1481 als Pictor famosus et homo tous deditus Deo vermerkt.

## Werke (Auswahl)
- Altenburg, Lindenau-Museum:

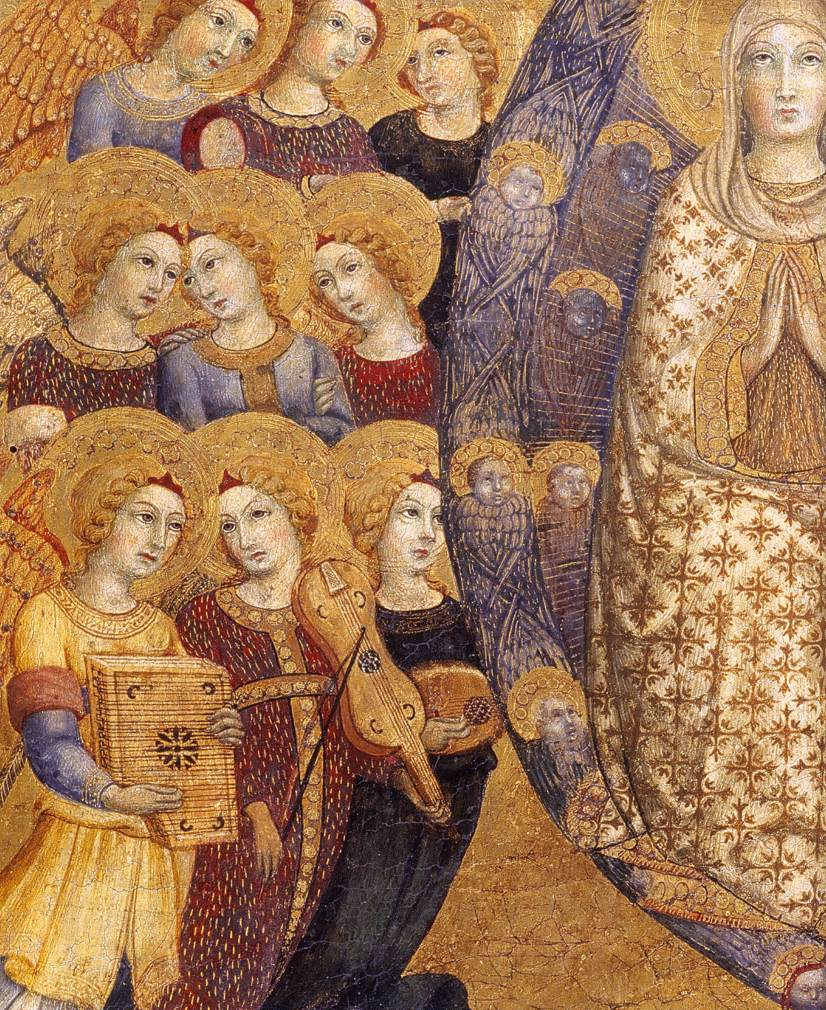
Assunzione della Madonna, Lindenau-Museum Altenburg

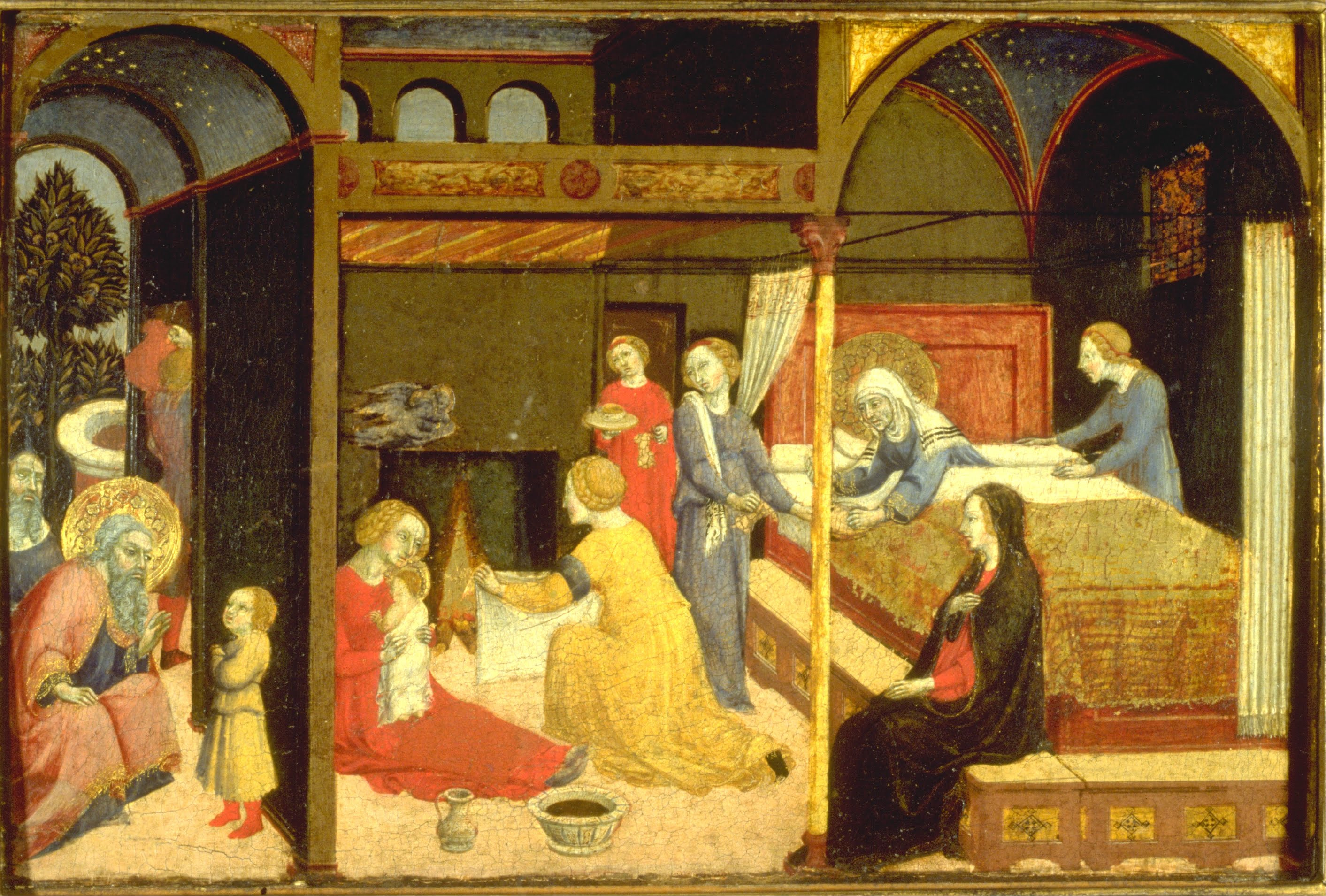
Nascita di Maria Vergine, University of Michigan Museum of Art in Ann Arbor

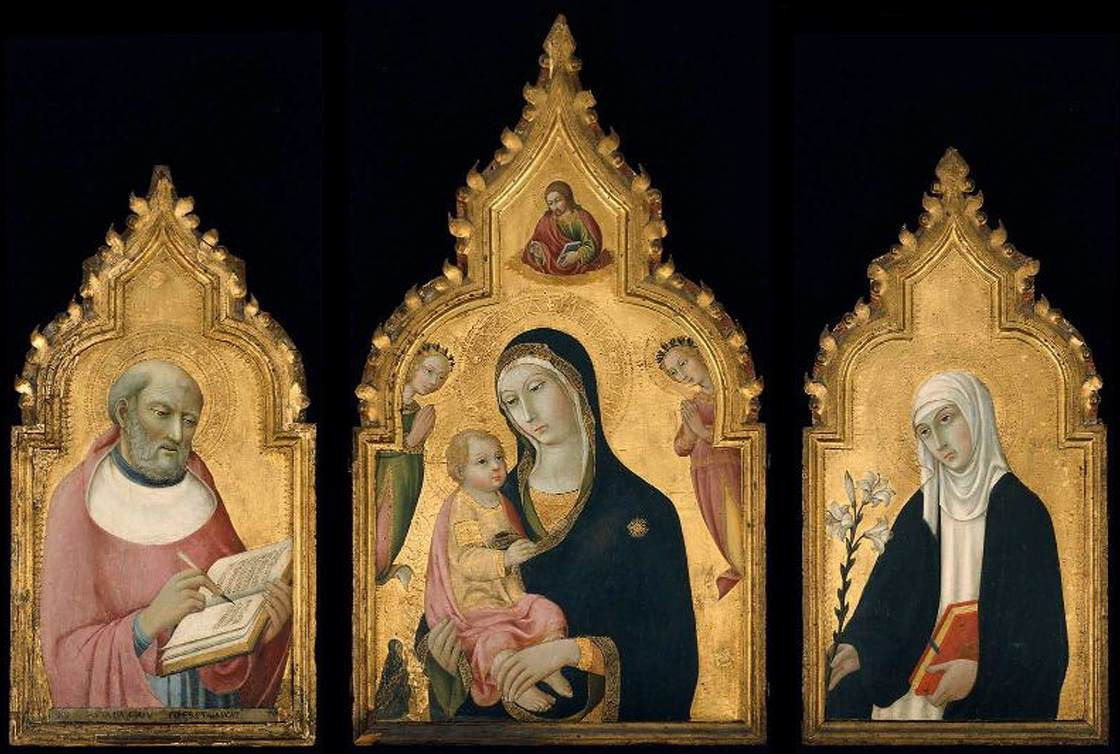
Madonna con Bambino e angeli, San Girolamo, Santa Caterina da Siena, Museum of Fine Arts in Boston

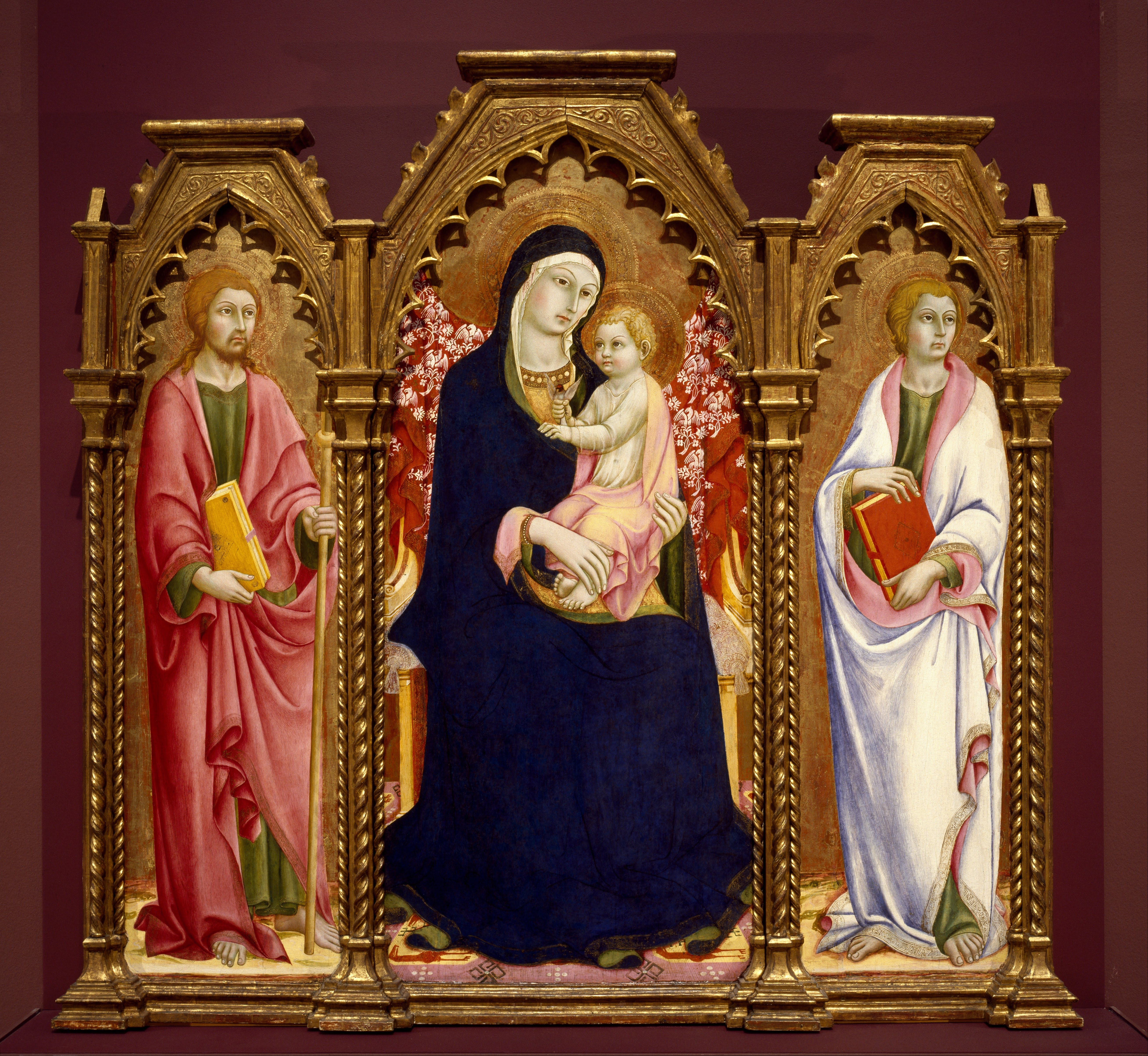
Madonna con Bambino in trono tra san Giacomo Maggiore e san Giovanni Evangelista, Brooklyn Museum, New York

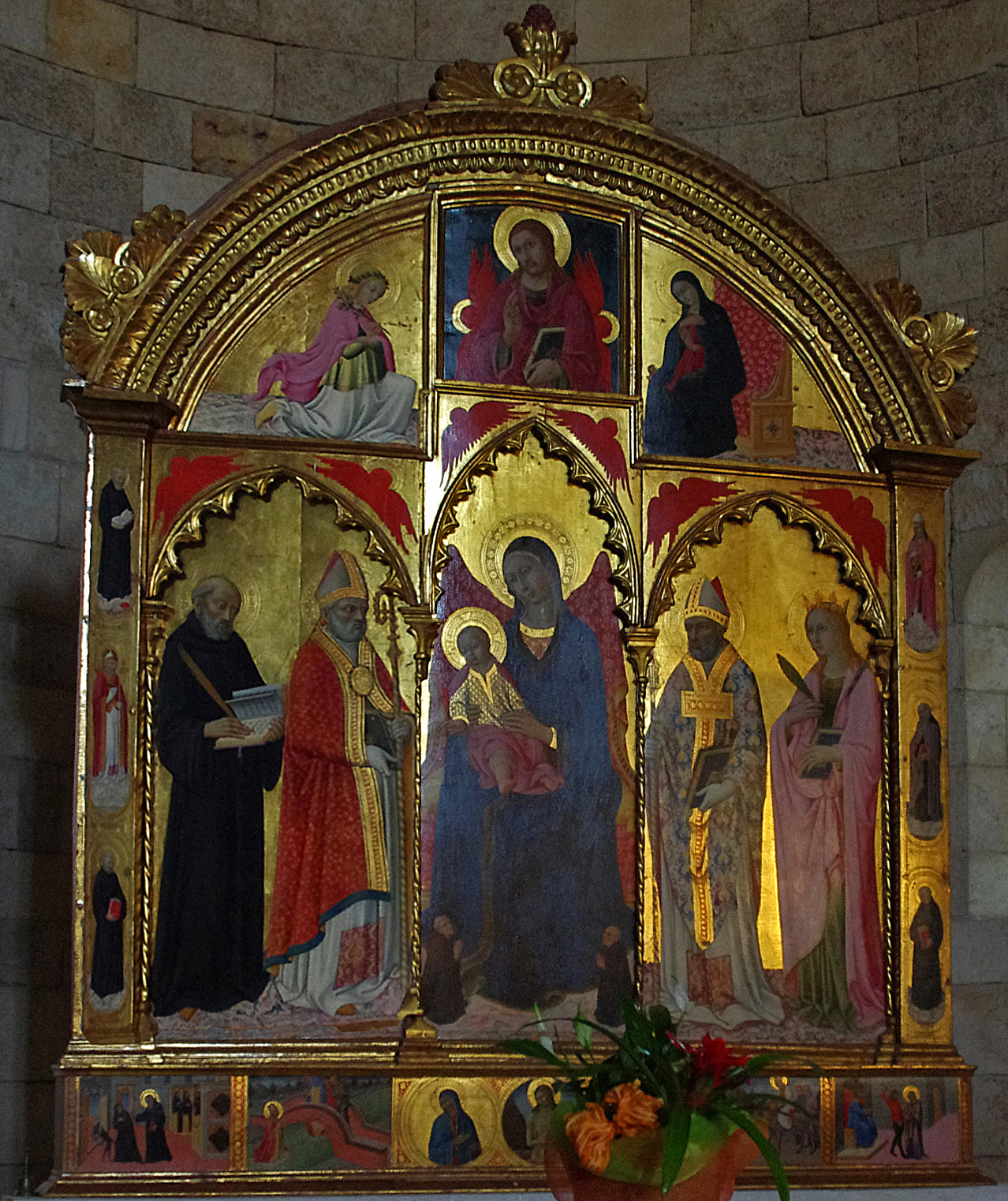
Madonna col Bambino e due committenti e i Santi Benedetto, Cirino, Donato, Giustina, Badia a Isola, Monteriggioni

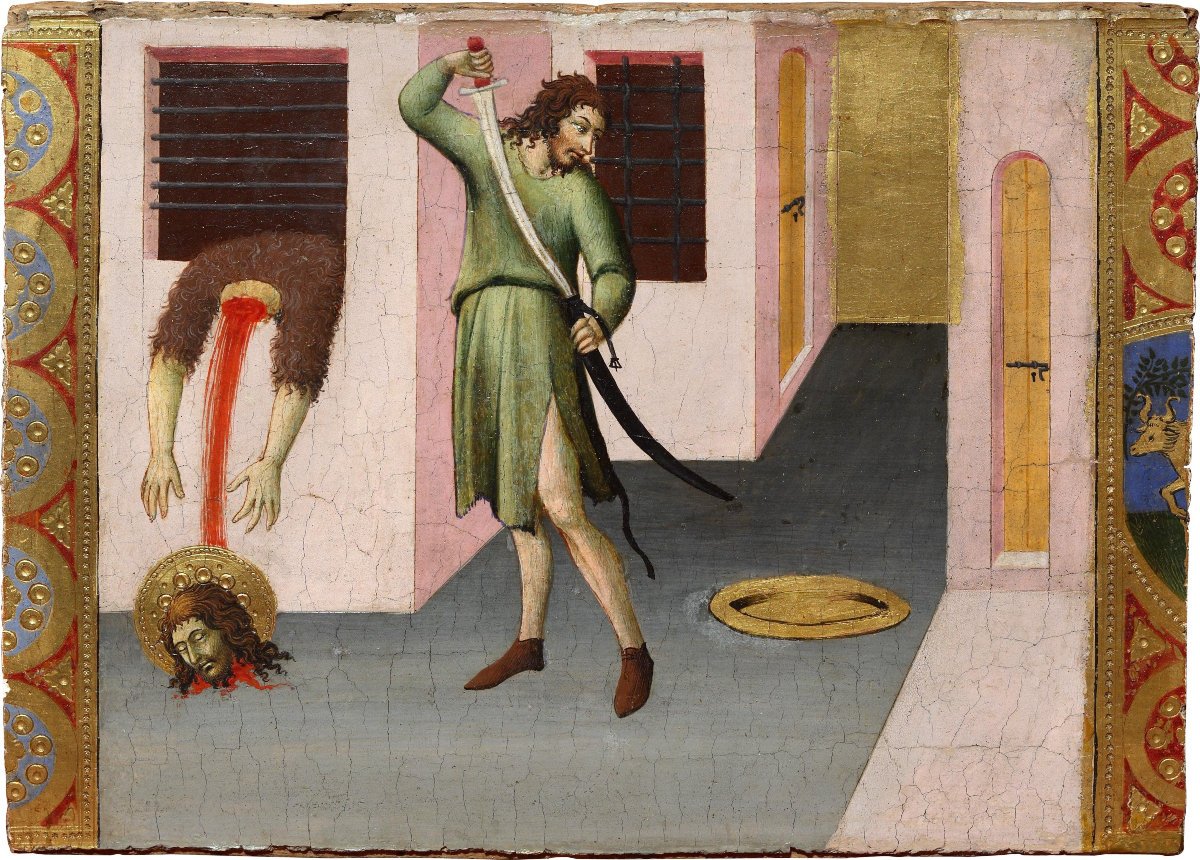
Decapitazione di San Giovanni Battista, Puschkin-Museum, Moskau

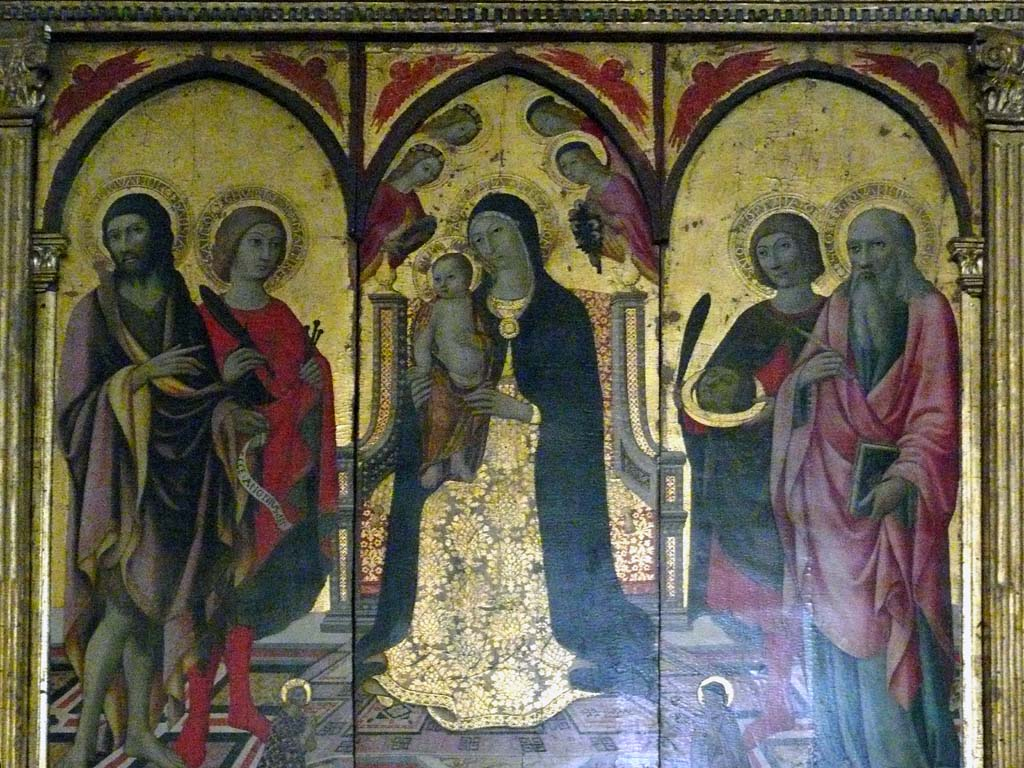
Madonna col Bambino in trono e quattro santi, San Quirico d’Orcia, Collegiata SS. Quirico e Giulietta

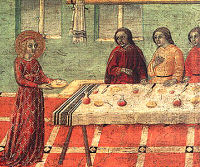
Teil des Polittico di Petronilla, heute in der Pinacoteca Nazionale in Siena

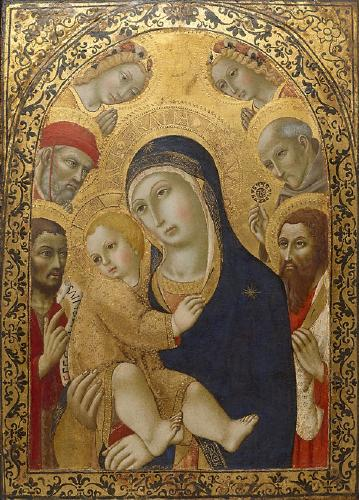
Madonna con Bambino tra san Girolamo, san Giovanni Battista, san Bernardino da Siena, san Bartolomeo e angeli, Art Gallery of New South Wales in Sydney

  - Assunzione della Madonna (30,3 × 47,7 cm)[12]
  - Madonna con Bambino e angeli (89 × 59 cm)[12]
- Ann Arbor, University of Michigan Museum of Art: Nascita di Maria Vergine[12]
- Bordeaux, Kathedrale von Bordeaux: Madonna con Bambino tra San Girolamo, San Bernardino da Siena e angeli (Holzgemälde)[12]
- Boston, Museum of Fine Arts: Madonna con Bambino e angeli, San Girolamo, Santa Caterina da Siena[12]
- Buonconvento, Museo di arte sacra della Val d’Arbia:
  - Incoronazione della Vergine (stammt aus der Chiesa di Sant’Albiano a Quinciano (Monteroni d’Arbia), Holzgemälde, 105 × 148 cm)[5]
  - Madonna in trono fra i santi Bernadino e Caterina da Siena (stammt aus der Chiesa dei Santi Pietro e Paolo, Holzgemälde (dreiteiliger Flügelaltar), 150 × 140 cm)[5]
- Cambridge (Massachusetts), Fogg Art Museum: Madonna con Bambino e angeli (Holzgemälde)[12]
- Chiusi, Dommuseum: Madonna col Bambino (Leinwandgemälde)[12]
- Cleveland, Cleveland Museum of Art: Madonna con Bambino in trono tra San Nicola di Bari e Santa Maria Maddalena, Crocifissione di Cristo (Holzgemälde)[12]
- Colle di Val d’Elsa, Museo Civico e d’Arte Sacra: Madonna con Bambino in trono e due donatori tra San Benedetto, San Cirino, San Donato e Santa Giustina, Annunciazione, Cristo Redentore benedicente (Holzgemälde)[12]
- Florenz, Uffizien: Cristo in pietà tra la Madonna e san Giovanni Evangelista (Predella)[12]
- Grosseto, Museo archeologico e d'arte della Maremma: Madonna con Bambino[13]
- Gualdo Tadino, Rocca Flea, Museo Civico: Incoronazione di Maria Vergine con angeli, il beato Giovanni Colombini e san Girolamo (Holzgemälde)[12]
- Manciano, Ortsteil Montemerano, Chiesa di San Giorgio: Madonna con Bambino in trono, San Pietro, San Giorgio, San Lorenzo, Sant’Antonio da Padova, Cristo benedicente e Santi, Cristo in pietà e Santi (Flügelaltar, 1458 entstanden)[14]
- Massa Marittima, Museo d'Arte Sacra[15][16]
  - Santi Francesco, Ludovico di Tolosa, Girolamo (Flügelaltar)
  - Presentazione di Gesù al Tempio (Altarretabel)
  - Santi Ludovico, Lucia, Sebastiano/Santi Francesco, Chiara, Bernardino (Flügelaltar)
  - Santi Michele arcangelo, Agostino, Benedetto, Ludovico di Tolosa/Santi Luca, Girolamo, Antonio abate, Bernardino (Flügelaltar)
  - Incoronazione della Vergine (Altarretabel)
- Montalcino, Chiesa dell’Osservanza: San Bernardino e due Angeli[17]
- Montalcino, Museo Civico e Diocesano d’Arte Sacra:
  - Madonna col Bambino[12]
  - Madonna dell’Umilità
  - San Bernardino[18]
- Montepulciano, Museo Civico e Pinacoteca Crociani: Madonna col il Bambino (Saal 5)[19]
- Monteriggioni, Badia a Isola: Madonna col Bambino e due committenti e i Santi Benedetto, Cirino, Donato, Giustina (Flügelaltar, 1476 entstanden)[20]
- Moskau, Puschkin-Museum: Hinrichtung Johannes des Täufers (Decapitazione di San Giovanni Battista)[12]
- New York City, Brooklyn Museum:
  - Madonna con Bambino in trono tra san Giacomo Maggiore e san Giovanni Evangelista[12]
- New York City, Metropolitan Museum of Art:
  - Madonna con Bambino tra San Giovanni Battista, San Girolamo, Sant’Antonio da Padova, San Bernardino da Siena e angeli (Holzgemälde, ca. 1465/1470 entstanden)[12]
  - Madonna con Bambino tra Sant'Agnese, Santa Caterina d’Alessandria e angeli, Cristo in pietà tra Santa Maria Maddalena, San Francesco d’Assisi, San Girolamo e Santa Margherita (Holzgemälde)[12]
  - Madonna con Bambino tra Santa Caterina d’Alessandria, Santa Dorotea e Angeli (Holzgemälde)[12]
- Paris, Louvre:[12]
  - San Girolamo appare a Sulpicio Severo e a Sant’Agostino (Teilstück einer Predella, 1444 entstanden)
  - San Girolamo e il leone (Teilstück einer Predella, 1444 entstanden)
  - San Girolamo fustigato dagli angeli in sogno (Teilstück einer Predella, 1444 entstanden)
  - San Girolamo penitente nel deserto (Teilstück einer Predella, 1444 entstanden)
- Pienza, Cattedrale di Santa Maria Assunta: Madonna col Bambino tra i SS. Giacomo, Filippo, Anna e Maddalena (Fünfte Kapelle von rechts)[21]
- San Diego, San Diego Museum of Art:
  - Santa Caterina da Siena[12]
  - Santo Vescovo[12]
- San Quirico d’Orcia, Collegiata SS. Quirico e Giulietta: Madonna col Bambino in trono e quattro santi[22]
- San Severino Marche, Pinacoteca Civica: Madonna col Bambino[23]
- Siena, Palazzo Chigi-Saracini, Salotto Liszt: Gesù coronato di spine
- Siena, Basilica dell’Osservanza: Madonna in trono col Bambino fra i Santi Girolamo e Bernardino (um 1460, Triptychon)
- Siena, Basilica di San Clemente in Santa Maria dei Servi, Convento di San Girolamo: Incoronazione della Vergine
- Siena, Basilica di San Domenico, Krypta: Crocifisso
- Siena, Basilica di San Francesco: siehe Porta Romana
- Siena, Museo delle Biccherne, Staatsarchiv Siena: (Buchmalereien)
  - Nozze di due giovani nobili (1473)
  - Vergine protegge Siena mentre il Camarlingo di Biccherna si lava le mani (1451)
- Siena, Museo dell’opera del Duomo:
  - Predica di San Bernardino in Piazza del Campo (ca. 1444 entstanden)
  - Predica di San Bernardino davanti alla Chiesa di San Francesco (ca. 1444 entstanden)
  - San Bernardino in gloria (ca. 1465/70 entstanden)
- Siena, Oratorio di San Bernardino (Museo Diocesano di Arte Sacra): Pala Tolomei (San Giorgio e il drago, entstammt der Kirche San Cristoforo in Siena)[24]
- Siena, Palazzo Pubblico:
  - San Bernardino (1450, Fresko)
  - Santa Caterina da Siena (1461)
- Siena, Palazzo Salimbeni, Collezione Monte dei Paschi di Siena:
  - Compianto sul Cristo morto coi Santi Francesco, Antonio da Padova e due angeli (1481)[25]
  - Crocifissione coi Dolenti e i Santi Agostino e Monica (ca. 1470)[26]
- Siena, Pinacoteca Nazionale:
  - Assunzione della Madonna (Saal 16, vor 1444 entstanden)
  - I SS. Nicola, Girolamo, Michele e Antonio da Padova (Saal 16)
  - Madonna col Bambino, angeli e santi (Saal 16, 1444 entstanden, auch als Polittico dei Gesuati bekannt)
  - Madonna col Bambino, angeli e santi (auch Madonna del Cardellino genannt, Saal 17)
  - Madonna in trono col Bambino (Saal 16)
  - Madonna in trono col Bambino, angeli e santi (Saal 17, 1446 entstanden)
  - Madonna in trono col Bambino, angeli e santi (Saal 12)
  - Madonna in trono col Bambino e angeli (Saal 16)
  - Madonna in trono col Bambino e due Angeli (Saal 16)
  - Madonna in trono col Bambino e santi, Annunciazione e Crocifissione con San Francesco (Saal 9)
  - Polittico di Petronilla, entstammt der Chiesa di Santa Petronilla in Siena, 1479 entstanden[27]
  - Polittico di Scrofiano, entstammt der Collegiata di San Biagio a Scrofiano in Sinalunga und enthält die Gemälde[28]
    - Martirio e decapitazione di San Biagio
    - San Biagio cammina sull’acqua
    - San Biagio ordina al lupo di restiuire il maiale alla vedova povera
    - San Biagio viene nutrito dagli uccelli

  - San Girolamo nel deserto (Saal 16)
- Siena, Porta Romana: Incoronazione della Madonna (befindet sich heute in der Basilica di San Francesco in Siena, wurde von Taddeo di Bartolo um 1420 begonnen, 1447 von Stefano di Giovanni Sassetta (Il Sassetta) weitergeführt und nach seinem Tod 1450 von Sano di Pietro von 1459 bis 1466 vollendet)
- Siena, Santa Maria della Scala: Madonna col Bambino e Santi
- Sydney, Art Gallery of New South Wales: Madonna con Bambino tra san Girolamo, san Giovanni Battista, san Bernardino da Siena, san Bartolomeo e angeli (60,5 × 43,2 cm)[12]
- Washington, D.C., National Gallery of Art: Madonna con Bambino tra San Girolamo, San Bernardino da Siena e angeli (Holzgemälde)[12]